# Chalivoy-Milon
Chalivoy-Milon ist eine französische Gemeinde mit 380 Einwohnern (Stand: 1. Januar 2022) im Département Cher in der Region Centre-Val de Loire; sie gehört zum Arrondissement Saint-Amand-Montrond und zum Kanton Dun-sur-Auron. 

## Geografie
Chalivoy-Milon liegt etwa 33 Kilometer südöstlich von Bourges. Umgeben wird Chalivoy-Milon von den Nachbargemeinden Lantan im Norden und Nordwesten, Blet im Norden und Osten, Chaumont im Südosten, Bannegon im Süden, Thaumiers im Südwesten, Cogny im Westen sowie Bussy im Nordwesten.

## Bevölkerungsentwicklung
| Jahr                      | 1962 | 1968 | 1975 | 1982 | 1990 | 1999 | 2006 | 2013 |
| Einwohner                 | 530  | 471  | 520  | 504  | 481  | 461  | 386  | 462  |
| Quelle: Cassini und INSEE |      |      |      |      |      |      |      |      |

## Sehenswürdigkeiten
- Kirche Saint-Éloi aus dem 12. Jahrhundert, seit 1911 Monument historique
- Schloss Yssertieux, ursprünglich aus dem 9. Jahrhundert, Umbauten aus dem 14./15. Jahrhundert

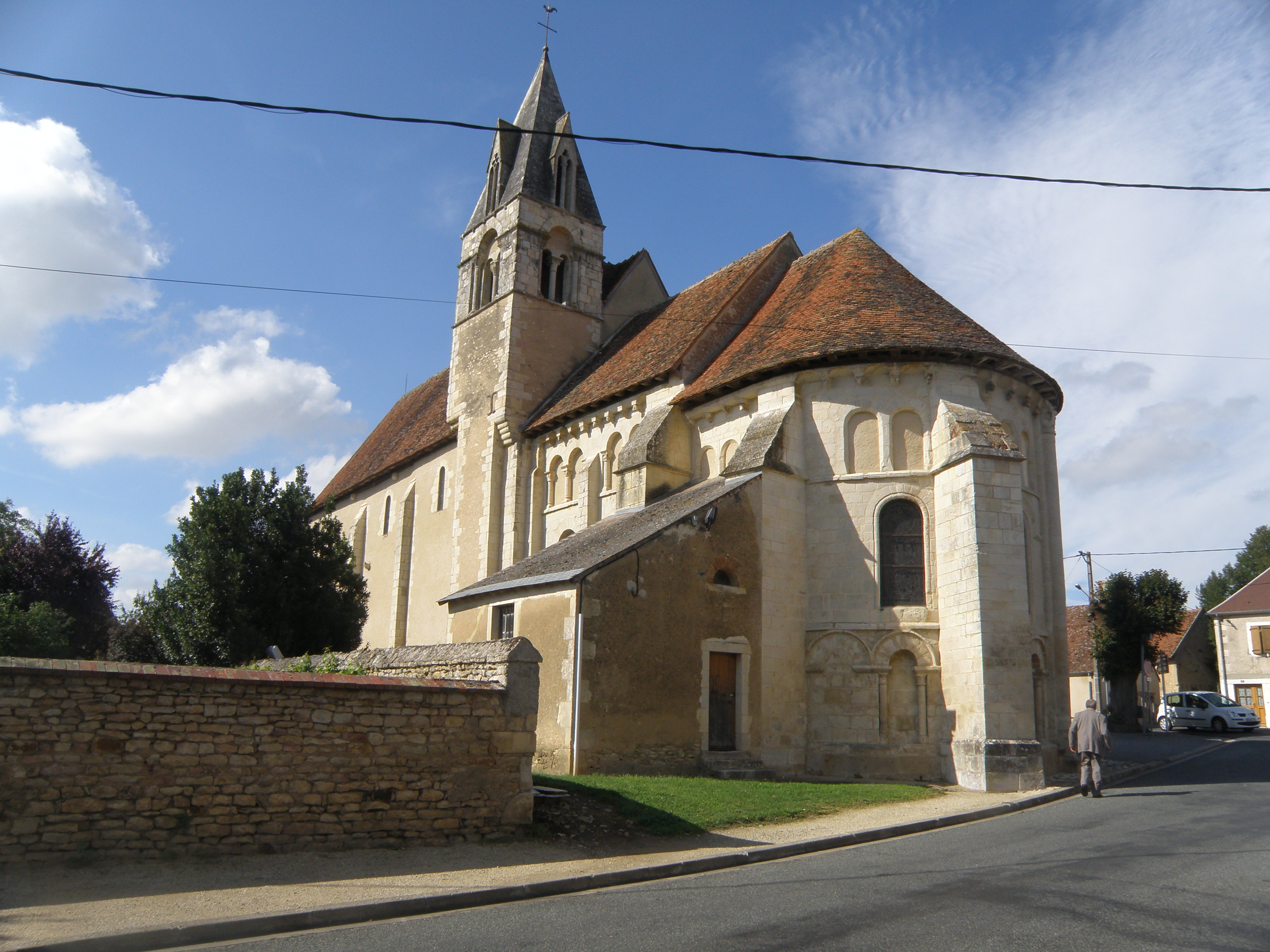
Kirche Saint-Éloi
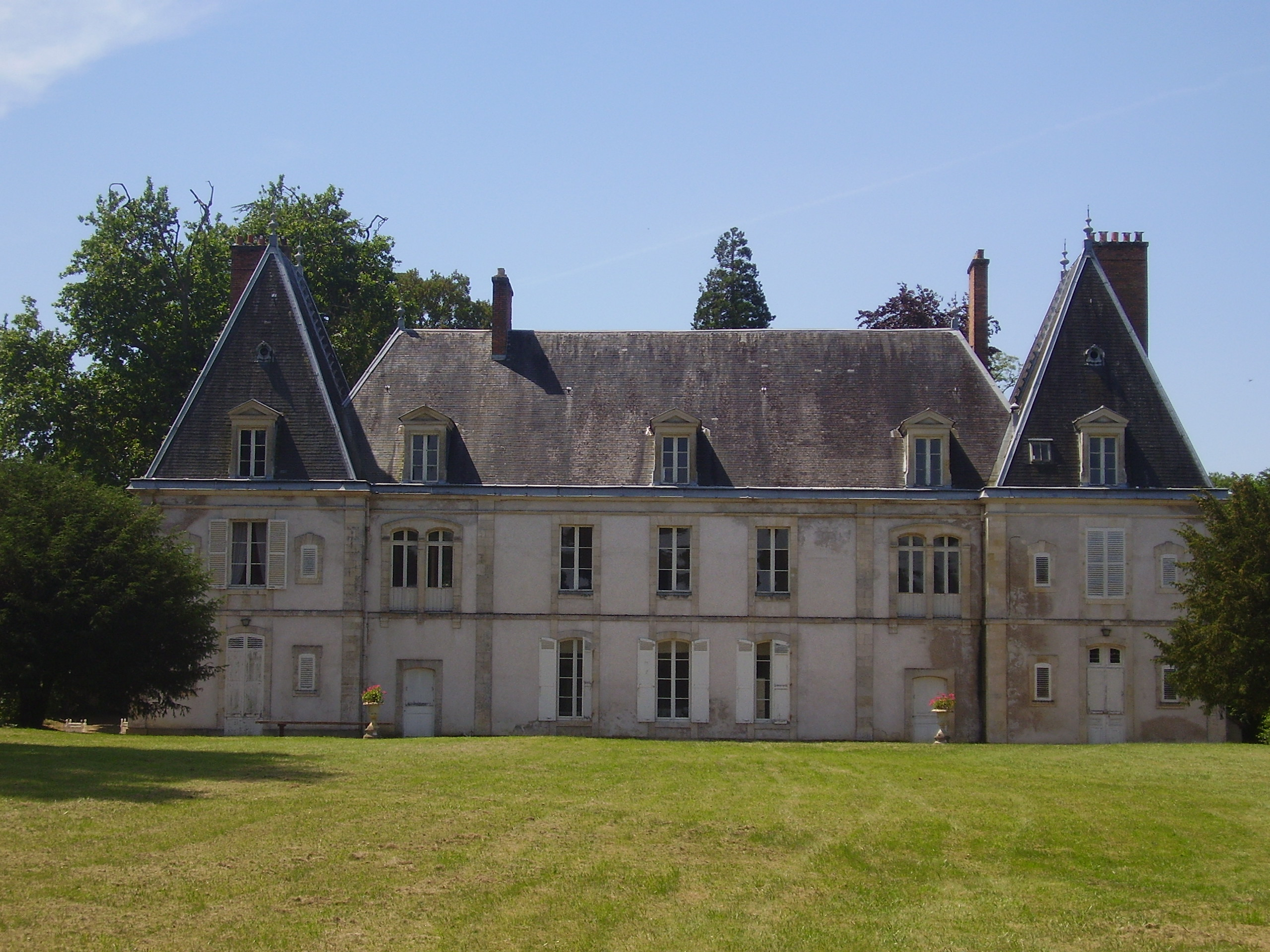
Schloss Yssertieux